# جولز روي
جولز روي (بالفرنسية: Jules Roy)‏ كاتب وعسكري فرنسي، ولد في 22 أكتوبر 1907 ببوقرة في الجزائر، وتوفى في 15 يونيو 2000 بفيزلاي بيون .

## روابط خارجية
- جولز روي على موقع مونزينجر (الألمانية)